# Let There Be Love (Oasis)
Let There Be Love è un brano della band inglese Oasis, terzo singolo estratto dal sesto album Don't Believe the Truth, il 28 novembre 2005.
La canzone è stata scritta da Noel Gallagher e, insieme ad Acquiesce, è l'unica ad essere cantata da entrambi i fratelli, Noel e Liam.
L'unica performance dal vivo del brano risale all'ottobre 2005, quando Noel Gallagher la eseguì in occasione della partecipazione a una trasmissione radiofonica in Italia.
Molti critici hanno paragonato la ballata alle grandi hit degli Oasis degli anni novanta.

## Video musicale
Il video musicale, in bianco e nero, è il risultato di un montaggio di alcuni concerti tenuti dagli Oasis durante l'estate del 2005, come l'esibizione all'Hampden Park e al City of Manchester Stadium.

## Tracce
- CD RKIDSCD 32

1. "Let There Be Love" - 5:31
2. "Sittin' Here In Silence (On My Own)" - 1:58
3. "Rock 'n' Roll Star" (live al City of Manchester Stadium – 2 luglio 2005) - 7:47

- 10" RKID 32

1. "Let There Be Love" - 5:31
2. "Sittin' Here In Silence (On My Own)" - 1:58

- DVD RKIDSDVD 32

1. "Let There Be Love" - 5:31
2. "Let There Be Love" (demo) - 5:25
3. Estratto del film "Lord Don't Slow Me Down" e il video di "Let There Be Love"  - 13:25

## Formazione
- Liam Gallagher - voce, tamburello
- Noel Gallagher - voce, chitarra solista, chitarra acustica
- Gem Archer - chitarra ritmica
- Andy Bell - basso
- Zak Starkey - batteria

### Altri musicisti
- Paul Stacey - pianoforte, mellotron